# Вулиця Ковжуна (Львів)
Вулиця Ковжуна — вулиця у Галицькому районі міста Львова, в межах історичного центру міста. Сполучає вулиці Вороного та Дудаєва, утворюючи перехрестя з вулицею Мирослава Скорика.

## Назва
Нинішня вулиця складається з колишніх двох менших. Одна прямувала від нинішньої вулиці Мирослава Скорика до вулиці Джохара Дудаєва. Мала послідовно назви: 
- Святої Анни у першій дільниці (зустрічається від 1860 року);
- Слюсарська (1871);
- Сокола (від 1885), на честь польського гімнастичного товариства «Сокіл»;
- Маяковського (від 1941), на честь російського радянського поета Володимира Маяковського;
- Сокола (від липня 1941), вулиці повернена передвоєнна назва;
- Фалькенштрассе (від листопада 1941);
- Сокола (від червня 1944), вулиці повернена передвоєнна назва;
- Спартака (від грудня 1944).

Ділянка, що між нинішніми вулицями Вороного та Мирослава Скорика мала такі назви:
- Бельовського (від 1892), вулиці повернена передвоєнна назва;
- Маяковського (від 1941), на честь російського радянського поета Володимира Маяковського;
- Рудольф Альтґассе (від 1943), на честь австрійського маляра Рудольфа фон Альта (1812—1905);
- Бельовського (від липня 1944), на честь львівського історика, директора Закладу імені Оссолінських Августа Бельовського (1806—1876);
- Глазунова (від 1946), на честь російського композитора Олександра Глазунова (1865—1936);
- Спартака (від 1963), на честь провідника повстання рабів у Римській імперії I століття до Різдва Христового.

Протягом короткого проміжку у 1941 році вулиці об'єднано в одну і названо на честь російського радянського поета Володимира Маяковського. 1963 року їх об'єднано вдруге під спільною назвою — вул. Спартака. Сучасна назва, на честь українського графіка, маляра та мистецтвознавця Павла Ковжуна, походить від 1993 року.

## Будівлі
№ 1 — у цьому будинку мешкав український письменник, публіцист, громадський і політичний діяч Михайло Павлик. 3–6 (15–18) серпня 1895 року на шляху з Софії до Колодяжного тут на квартирі Михайла Павлика зупинялася Леся Українка. Також тут мешкали професор гімназії Юзеф Чернецький та професор Львівського університету, лікар-дантист Владислав Чернецький.
№ 2 — триповерхова кам'яниця. У 1950-х роках в будинку містилася філія редакції газети «Вільна Україна».
№ 4 — будинок у стилі модерн, початково збудований у 1910—1911 роках для Алоїзи та Фридерика Ліберманів на місці старшого попередника. Будівництво провадила фірма Міхала Уляма за проєктом Романа Фелінського. Перший та другий поверхи займає фірмова кав'ярня «Кава по-львівськи» Львівської кавової фабрики «Галка».
№ 5 — за Польщі в будинку містився пансіон (готель) «Ґоплана». Тут у 1878—1931 роках мешкав польський науковець, професор, завідувач кафедри акушерства та гінекології Львівського університету, Президент Львівського лікарського товариства Владислав Білицький.
№ 8 — за Польщі тут містилася класична гімназія № 7. У 1950-х роках — середня школа № 13 міського відділу народної освіти з російською мовою викладання. У цій школі з 1945 до 1954 року навчалася український кінорежисер, сценаристка, актриса Лариса Шепітько. Про це сповіщає меморіальна таблиця, встановлена на фасаді цього будинку. Нині будинок належить Львівській національній науковій бібліотеці України імені Василя Стефаника. Від 1999 року тут розташований Науковий відділ періодичних видань імені Мар'яна та Іванни Коців.
№ 10 — триповерховий будинок, збудований у стилі модернізованого неокласицизму за проєктом Євгена Червінського у 1924 році. За Польщі у ньому містилося видавництво та друкарня часопису «Wiek Nowy».
№ 11 — будинок польського «Сокола», збудований 1907 року за проєктом Альфреда Каменобродського у стилі неоренесансу.